# Wingville (Wisconsin)
Wingville es un pueblo ubicado en el condado de Grant en el estado estadounidense de Wisconsin. En el Censo de 2010 tenía una población de 357 habitantes y una densidad poblacional de 3,88 personas por km².

## Geografía
Wingville se encuentra ubicado en las coordenadas 42°59′13″N 90°29′11″O / 42.98694, -90.48639. Según la Oficina del Censo de los Estados Unidos, Wingville tiene una superficie total de 91.91 km², de la cual 91.88 km² corresponden a tierra firme y (0.03%) 0.03 km² es agua.

## Demografía
Según el censo de 2010, había 357 personas residiendo en Wingville. La densidad de población era de 3,88 hab./km². De los 357 habitantes, Wingville estaba compuesto por el 97.48% blancos, el 0.28% eran afroamericanos, el 0.28% eran amerindios, el 0.28% eran asiáticos, el 0% eran isleños del Pacífico, el 1.4% eran de otras razas y el 0.28% pertenecían a dos o más razas. Del total de la población el 2.8% eran hispanos o latinos de cualquier raza.